# どーせヒマでしょ?
どーせヒマでしょ?は、北海道文化放送（UHB）で放送されていたトークバラエティ番組。通称「どーヒマ」。

## 番組変遷

### 2005年10月-2007年9月
- 2005年10月14日放送開始
- 毎週金曜日深夜（土曜日未明）1:05 - 1:35(JST)に放送
- 仕事を終えた女性3人がマンションの一室で話をして盛り上がる。
- 宮崎奈緒美の部屋という設定だが、実際には男性ディレクターの部屋であることを、2005年11月に放送された番組紹介の番組で明かしている。
- 2006年10月6日から、放送時刻が1:15 - 1:45(JST)に変更。
- 2007年3月には「女だらけのひな祭り」と題して生放送のスペシャル番組を放送した。
- お出かけの企画として、3人が自ら運転するドライブ企画があった。（長沼・由仁編、函館編、石狩・厚田編、浦臼編）

### 2007年10月-2008年9月
- ｢お出かけ企画｣がメインになり、ヒマを持て余した3人が暇つぶしに様々な場所に出かける。
- 番組のロゴを一新し、サブタイトルとして「Will you be free today?」が追加。番組のオープニングとエンディングにテーマBGMが流れるようになった。
- 2008年4月2日から、放送時刻が水曜日深夜（木曜日未明）0:40 - 1:10(JST)に移動。2008年9月24日をもって3年間の放送に幕を閉じた。
- 最終回は3人が壮瞥町の果樹園で果物狩りを敢行。そこで狩ったぶどうや桃を留寿都村のレストランに持って行き、オリジナルスイーツを制作し試食。そして、その回の終盤で小橋が「突然ではございますが、どーヒマ今日が最終回でございます」と唐突に番組の終了が告げられた。
なお、番組に関連した告知やレポートなどをまとめた公式ブログが開設されていたが、番組の終了後に閉鎖、削除された。

## 出演者
- 宮崎奈緒美
マンションの部屋の主。他の2人が仕事帰りに来ているのに迷惑しつつも楽しむ。（2005年10月-2007年9月）

- 小橋亜樹
- 北川久仁子
北川のテレビレギュラーは「鈴井の巣presents N×U×K×I」以来2年ぶり。
- 花野さん（ナレーション）（2007年10月-）
宮崎が実際に飼っているカメ。名前の由来は同姓の男性アシスタントディレクターから。

## 番組企画スイーツ
札幌市の洋菓子店「スウィートレディージェーン」の協力のもと、番組企画のスイーツが道内のローソンにて発売された。発売された商品は以下の通り。いずれも道産食材を使用しているのが特徴。
価格は菓子パンが150円、プリンは250円（いずれも当時の税率での税込）。

### 第1弾
- 発売期間：2008年2月23日-3月7日
  - 野菜摂れちゃうラブラブサンド
日糧製パンの主力商品の一つとしてコラーゲン入り野菜のジャムをパンに挟んだ菓子パン。
  - プリンDE野菜三昧
トマト、コーン、ほうれん草の三層重ねのプリン。

### 第2弾
- 発売期間：2008年3月8日-21日
  - 手作り風グラタンシチューデニッシュ
クリームシチューをパイ生地で包んだ惣菜パン。
  - 日本酒DEプリン
道産日本酒とカラメルソースの2段重ねのプリン。

### 第3弾
- 発売期間：2008年3月22日-4月4日
  - ふんわりクランベリーオムレット
洋酒入りクランベリークリームを挟んだチョコレートオムレット。
  - プリン DE ロシアンティ
ダージリンティーのプリンに豊浦産苺のジャムを載せたもの。

## スタッフ
- オープニングタイトルBGM、エンディングロールBGM （2007年10月-）：Cornelius 『Music』
- ディレクター：松田晋一（ユープロダクション）
- プロデューサー：石渡敏
- 企画：鈴井亜由美
- 製作協力：CREATIVE OFFICE CUE
- 制作：北海道文化放送

| 北海道文化放送 金曜25：05～25：35→25：15～25：45（2005年10月～2008年3月） | 北海道文化放送 金曜25：05～25：35→25：15～25：45（2005年10月～2008年3月） | 北海道文化放送 金曜25：05～25：35→25：15～25：45（2005年10月～2008年3月）         |
| 前番組                                                                    | 番組名                                                                    | 次番組                                                                            |
| ------------------------------------------------------------------------- | ------------------------------------------------------------------------- | --------------------------------------------------------------------------------- |
| 蛍ちゃんの北海道移住計画                                                  | どーせヒマでしょ?                                                         | ダイノジのちゅど〜ん! （25:05-35）タカアンドトシの深夜でどぉーだ! （25:35-26:35） |
| 北海道文化放送 水曜24：40～25：10（2008年4月～9月）                       |                                                                           |                                                                                   |
| ともだっちーず （24:35-45）ホレゆけ!スタア☆大作戦 （24:45-25:15）         | どーせヒマでしょ?                                                         | 里田まいのふわふわmignon （24:40-25:20、11月より開始）                            |